# Pohřebiště rumunských panovníků

Velký znak Rumunského království

Toto je seznam panovníků Rumunského království, které existovalo v letech 1866 až 1947.
| Jméno                   | Doba života | Místo pohřbení |
| ----------------------- | ----------- | --- |
| král Karel I.           | 1839–1914   | Klášterní kostel Curtea de Argeș                                                                                  |
| Alžběta Louise zu Wied  | 1843–1916   | Klášterní kostel Curtea de Argeș                                                                                  |
| král Ferdinand I.       | 1865–1927   | Klášterní kostel Curtea de Argeș                                                                                  |
| Marie Edinburská        | 1875–1938   | Klášterní kostel Curtea de Argeș, srdce nejprve v kapli zámku Balčik, poté v Zámek Bran                           |
| král Karel II.          | 1893–1953   | Původně v klášteře São Vicente de Fora v Lisabonu, od roku 2003 v kapli vedle klášterního kostela Curtea de Argeș |
| Ioana Lambrino          | 1898–1953   | ? |
| Helena Řecká a Dánská   | 1896–1982   | Hřbitov Bois-de-Vaux v Lausanne, 2. Teil, Sekt. 41, č. 660                                                        |
| Elena Lupescu           | 1902–1977   | Původně v klášteře São Vicente de Fora v Lisabonu, od roku 2003 na klášterním hřbitově v Curtea de Argeș          |
| Anna Bourbonsko-Parmská | 1923–2016   | Klášterní kostel v Curtea de Argeș                                                                                |
| král Michal I.          | 1921–2017   | Klášterní kostel v Curtea de Argeș                                                                                |